# Christine Biernath
Christine Biernath (* 4. März 1961 in Weilheim an der Teck) ist eine deutsche Jugendbuchautorin.

## Leben
Christine Biernath ist in Weilheim an der Teck geboren und in Nürnberg aufgewachsen. Die ältere von zwei Schwestern wollte schon als Kind Schriftstellerin werden, absolvierte jedoch nach dem Abitur 1980 erst einmal eine Ausbildung zur Fremdsprachenkorrespondentin. Sie arbeitete acht Jahre im Export verschiedener Nürnberger Unternehmen. Erst nach der Geburt ihres Sohnes machte sie sich an die Verwirklichung ihres Kindheitstraums.
Ihr erstes Jugendbuch Innen sieht es anders aus erschien 2005 bei Gabriel im Thienemann Verlag und wurde gleich für den Buxtehuder Bullen 2006 nominiert. Mit Leben auf Sparflamme kam sie auf die Nominierungsliste des Heinrich-Wolgast-Preises 2011.

## Werke
Bisher sind folgende Romane von ihr erschienen:
- 2013: Leben auf Sparflamme – vollständig überarbeitete Neuausgabe – ISBN 978-3-869-06488-8.
- 2012: Nicht mit mir! ISBN 978-3-522-30216-6.
- 2009: Von wegen, es ist Schluss ISBN 978-3-522-30171-8.
- 2008: Hochprozentiges Spiel ISBN 3-522-30118-8.
- 2007: Laura & Tayfun ISBN 3-522-30118-8.
- 2007: Keinen Schlag weiter! ISBN 3-522-30105-6.
- 2006: Bauchgefühl ISBN 3-522-30089-0.
- 2005: Innen sieht es anders aus ISBN 3-522-30085-8.